# Casa patio

Domus típica de la antigua Roma, ejemplo de casa organizada en torno a un patio.

La casa patio es un tipo de vivienda en la que las estancias están organizadas en torno a un patio central privado. Este tipo de casas ha sido ampliamente utilizado en la región del Mediterráneo y del Oriente Próximo desde la antigüedad.

## Historia
La tipología de casa patio fue ampliamente utilizada en la antigüedad, como respuesta a las necesidades ambientales y sociales de la época. Por un lado, la necesidad de aislarse del exterior en los climas desérticos; por otro, la privacidad del espacio familiar por razones sociales y religiosas. El modelo se encuentra completamente desarrollado ya en la ciudad de Ur, alrededor del año 2000 a. C. El ejemplo más antiguo conocido es el del sitio arqueológico de Sha'ar HaGolan, en el que se han encontrado restos de casas patio que datan de 6400-6000 a. C.
En Mesopotamia en el primer milenio a. C.  el tipo predominante de casa eran las casas llamadas e (Cuneiforme: 𒂍, E2; Sumerio: e2; Acadio: bītu) - se organizaban en torno a un patio llamado tarbaṣu, y no contaban con aberturas hacia el exterior exceptuando la puerta de entrada.
En la antigua Grecia también se pueden encontrar restos de este tipo de viviendas. Ciudades como Olinto, Pompeya o Herculano muestran trazas de casas patio, especialmente las dos últimas por su excepcional grado de conservación. Las viviendas se organizaban en torno a un patio invisible desde la calle, en el que a menudo existía un altar. Viviendas similares se han encontrado en diversas excavaciones en Atenas.
La domus romana también es un ejemplo de casa patio. Las estancias se disponían alrededor del patio, llamado atrium. En él solía haber también un altar, y un estanque o impluvium que recogía el agua de lluvia.
Las casas patio también son típicas de la arquitectura islámica, en la que tiene especial importancia la intimidad del hogar. Las viviendas se organizan en torno a un sahn que cuenta con un estanque en el que se realizan las abluciones.